# St. Petri (Klippan)
Die St.-Petri-Kirche ist ein evangelisch-lutherisches Kirchenzentrum in Klippan, ein Ort (tätort) in der schwedischen Provinz Skåne län, und wurde 1966 von Sigurd Lewerentz entworfen.

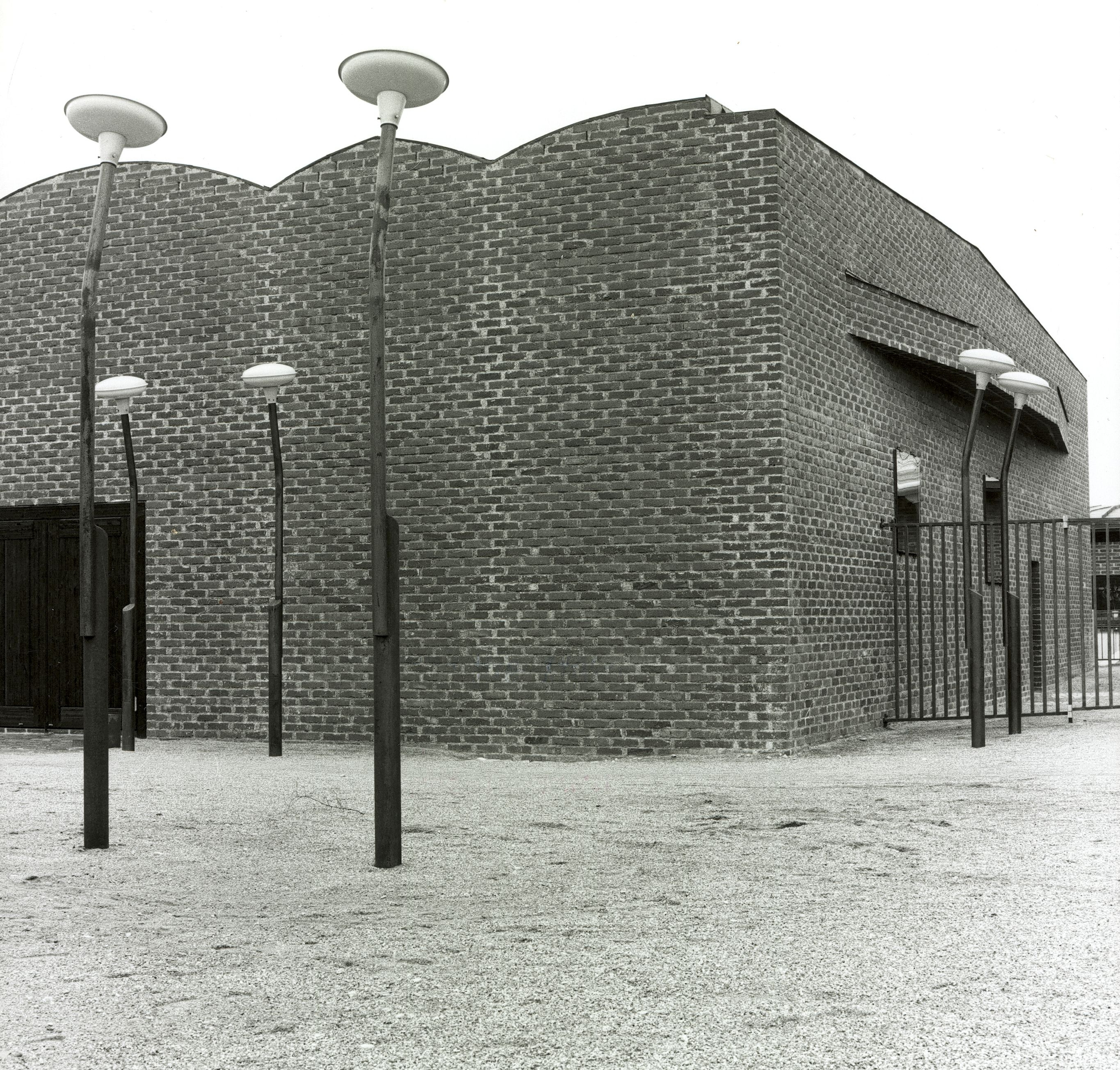
Außenraum

## Baugeschichte & Architektur

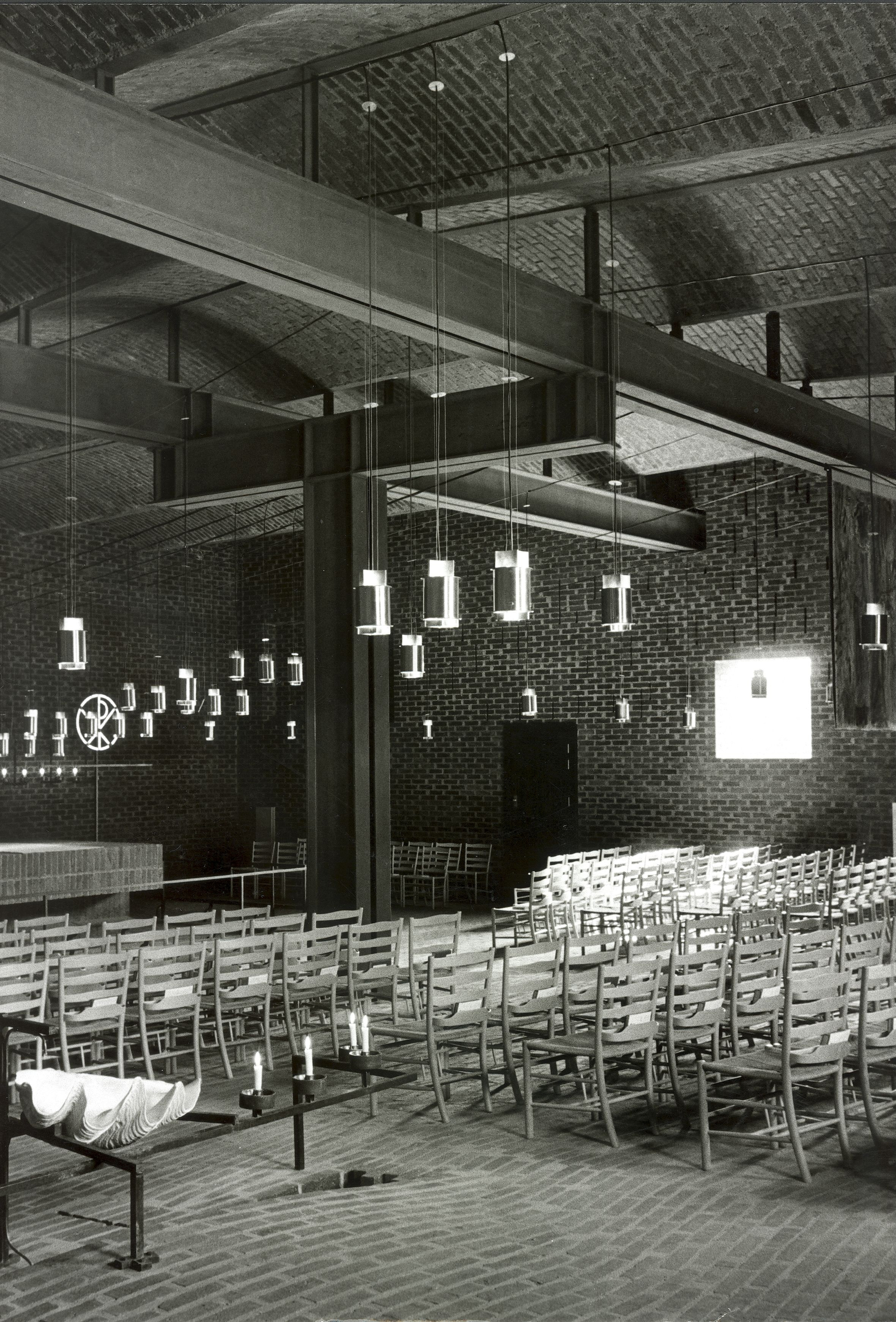
Innenraum

In den 1890er Jahren kam die Idee auf, eine Kirche für Klippan zu bauen. Diese Idee geriet eine Zeitlang in Vergessenheit, kam jedoch in den 1940er Jahren erneut auf, weshalb die Klippan Kirchenstiftung gegründet wurde. In den 1960er Jahren wurde der 78 Jahre alte schwedische Architekt Sigurd Lewerentz beauftragt. Am 27. November 1966 wurde die Kirche schließlich geweiht. Vor der Kirche befindet sich ein Teich, in welchem sich die Architektur spiegelt. Ein kleiner Springbrunnen belebt die Oberfläche des Wasserspiegels. Die Verwendung von ungehobeltem Holz und roh gebrannten Klinkern verleiht der Kirche eine rustikale und dennoch elegante Ästhetik.
Lewerentz setzte sich tiefgreifend mit den Themen Licht, Dunkelheit, Symbolik und Funktion auseinander. Diese sind in jedem Detail seiner Architektur zum Ausdruck gekommen. Selbst der Bodenbelag wird nicht nur funktional betrachtet, sondern auch als ornamentales Element verwendet, das die Dynamik des Raumes verstärkt.

## Ausstattung
- Orgel: P. G. Andersen
- The Bowls of Grace (Skulptur): Christian Berg

## Aufnahmezeichnungen
In den Jahren von 2001 bis 2004 befassten sich der Schweizer Architekt Raphael Zuber und die schwedische Architektin Helena Brobäck mit dem Sakralbau. Sie zeichneten Stein für Stein Lewerentz' Kirche auf.